# Nikolaï Beleloubski
Nikolaï Apollonovich Belelubsky (russe : Белелюбский, Николай Аполлонович) est un ingénieur civil de l'Empire russe concepteur de ponts, né à  Kharkiv 13 mars 1845, et mort à Petrograd le 4 août 1922 .

## Quelques ponts
- Pont ferroviaire Alexandre ou pont de Syzran (1880)
- Pont ferrovire d'Ufa sur la rivière Belaïa (1888)
- Pont ferroviaire sur la rivière Oufa (1890)
- Pont ferroviaire sur l'Ob à Novossibirsk (1897)
- Ponts Américains ou ponts ferroviaires Nikolaev, au-dessus du canal Obvodny, à Saint-Pétersbourg (1897)
- Pont ferroviaire de Finlande sur la Neva à Saint-Pétersbourg (1912)

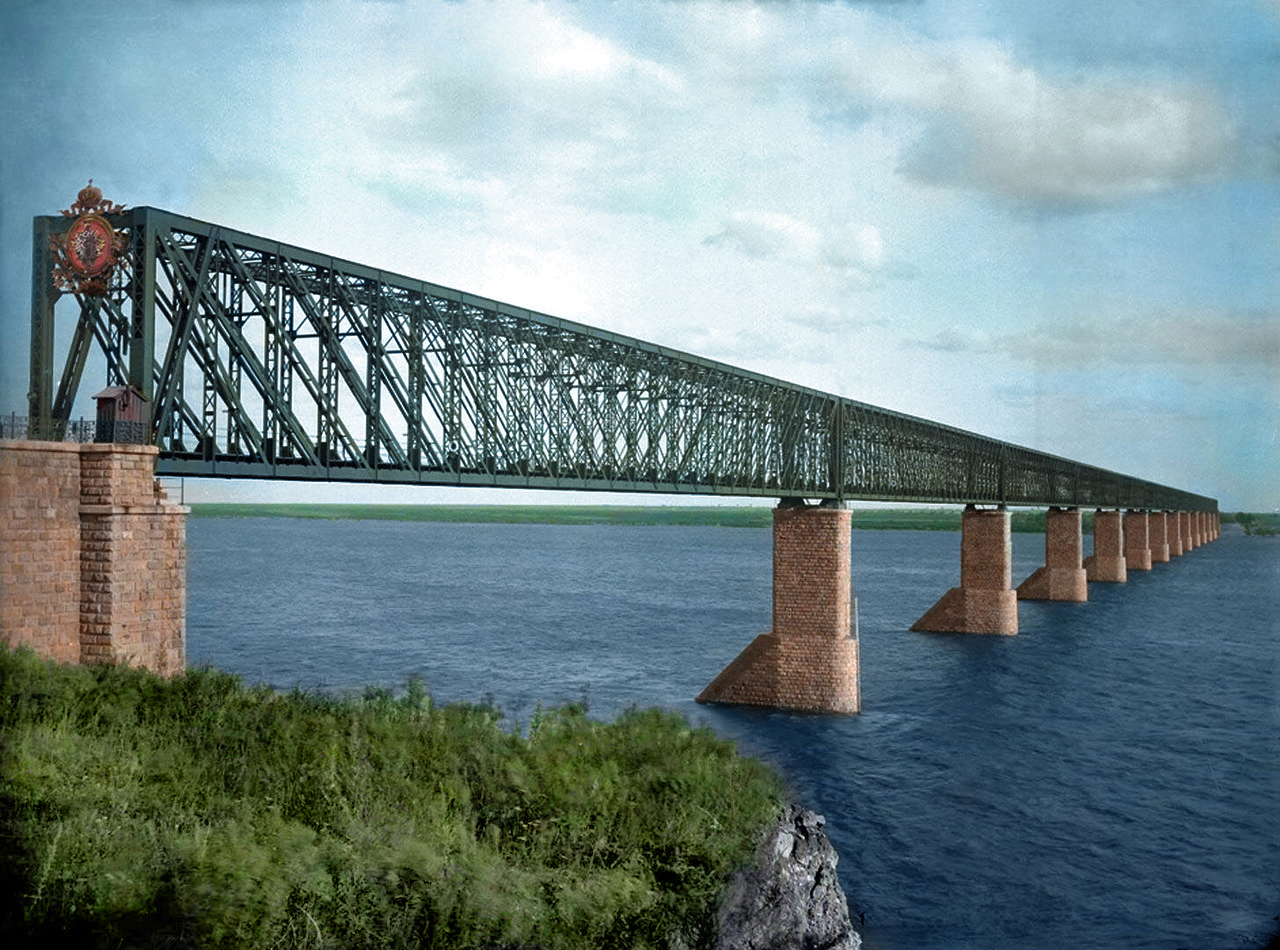
Pont ferroviaire Alexandre ou pont de Syzran (1880).
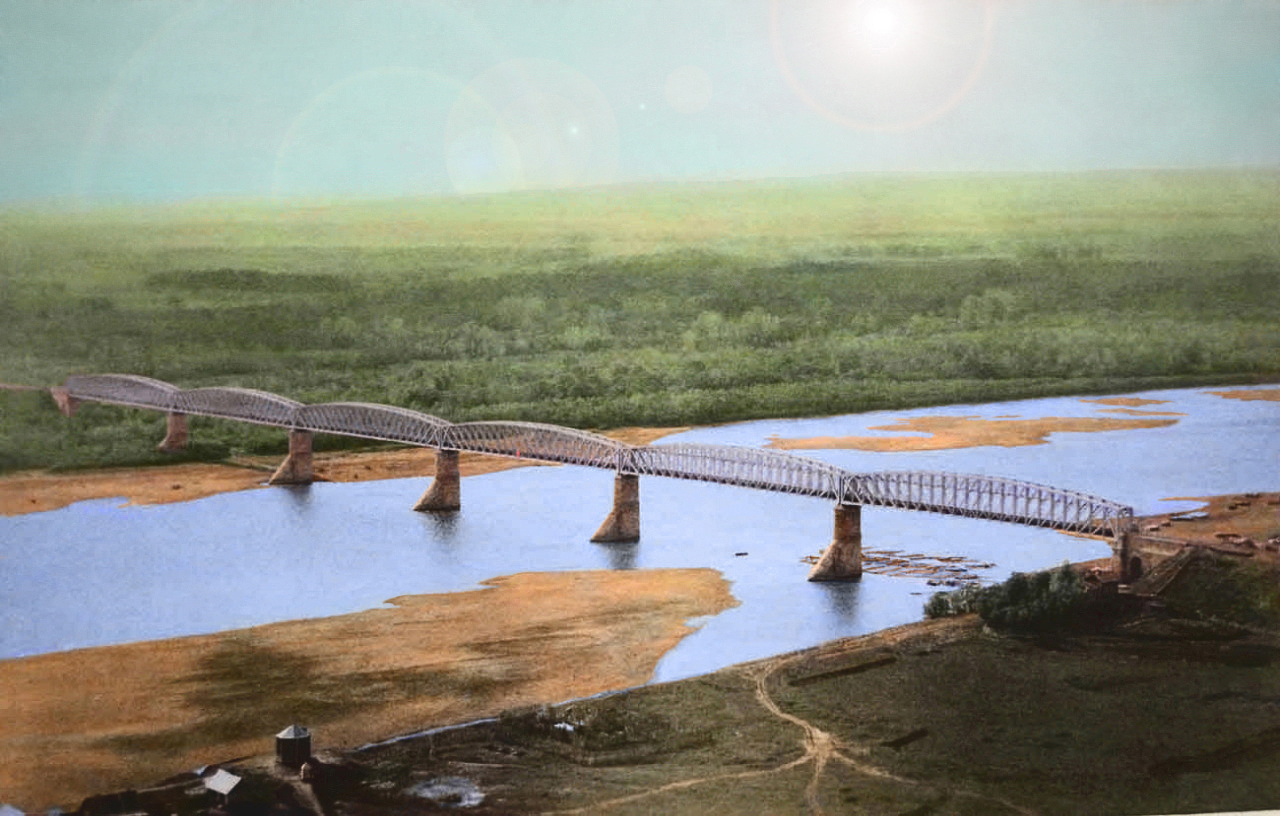
Pont ferrovire d'Ufa sur la rivière Belaïa.
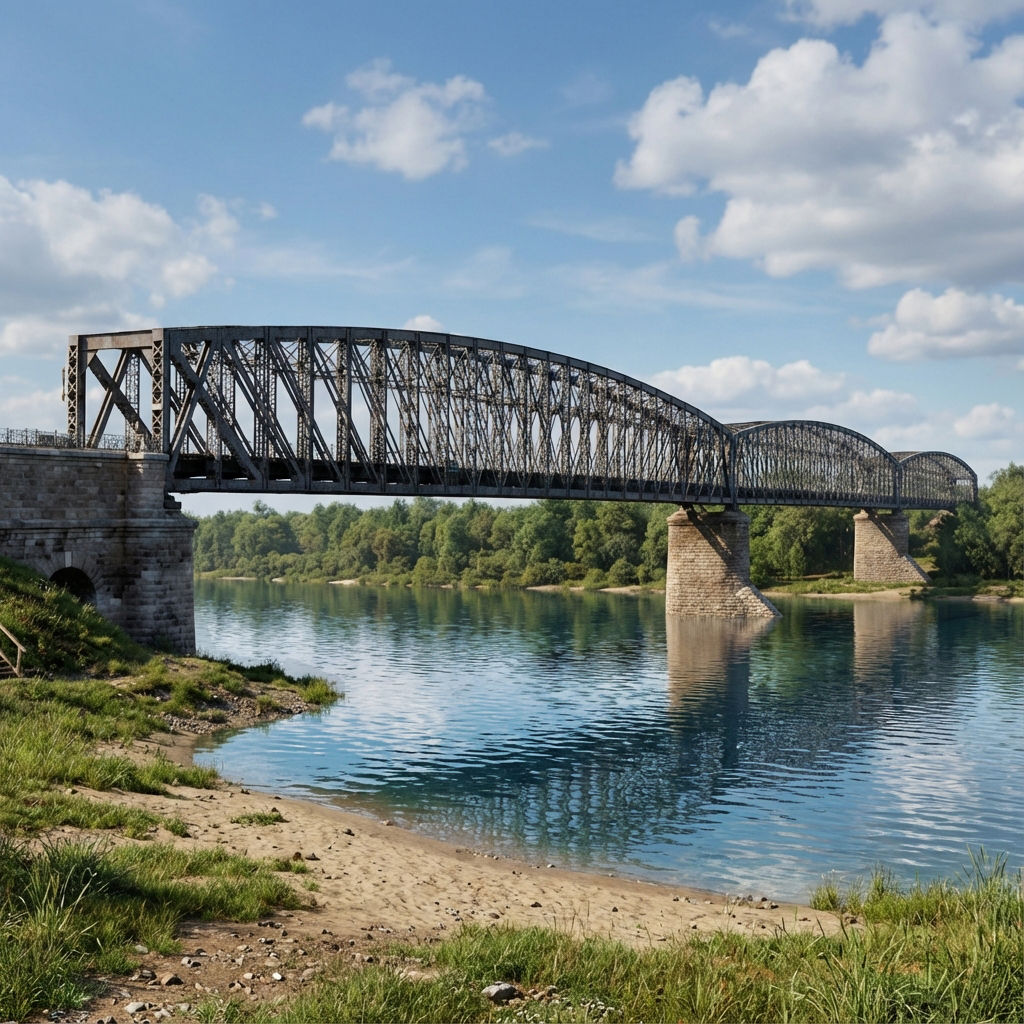
Pont ferroviaire sur la rivière Oufa.